# Masumi Itō
Masumi Itō (japanisch 伊藤 真澄, Itō Masumi; * 21. Mai 1957 in der Präfektur Ibaraki als Masumi Nitta (新田 真澄, Nitta Masumi)) ist eine japanische Singer-Songwriterin und Komponistin.

## Leben
Mit 6 Jahren fing Masumi Itō an, Klavier zu spielen. Ursprünglich wollte sie klassische Pianistin werden, ging aber, nachdem sie YMO gehört hatte, in Richtung Jazz, Rock, Punk und anderer zeitgenössischer Musik. Sie wurde auch stark durch Kate Bush geprägt. Auf dem Höhepunkt des New Wave wandte sie sich der damals modernen „organischen Musik“ zu.
Ihren Abschluss machte sie im Fachbereich Klavier an der Musashino Academia Musicae.
Während sie als Sängerin den Namen Masumi Itō benutzt, verwendet sie für Kompositionen von Instrumentalstücken bei Anime-Soundtracks das Pseudonym Hikaru Nanase (七瀬 光, Nanase Hikaru). Unter diesem war sie an mehr als 1000 Stücken beteiligt.
Sie war Mitglied mehrerer Gruppen, wie Ikuru (イキル), midori, AQUA VOCE (zusammen mit Yōko Ueno, Megumi Maruo und Reichi), Oranges & Lemons (zusammen mit Yōko Ueno), Mariaria (マリアリア; zusammen mit Isako Saneyoshi) und Heart of Air.
Masumi Itō ist verheiratet mit dem Musikproduzenten Yoshiyuki Itō (伊藤 善之, Itō Yoshiyuki) und steht bei Lantis unter Vertrag.

## Werk

### Diskografie

#### Singles
- Hitomi no Naka ni (瞳の中に, 29. Dezember 2001, Titelthema und Image Song zum PS2-Spiel Sister Princess – Pure Stories)
- Yasashii Ai no Hane (優しい愛の羽, 23. April 2003, Vor- und Abspannlied zum Anime Tenshi no Shippo Chu!)
- Futari Dakara (ふたりだから, 26. Mai 2004, Abspann- und Zwischenlied zum Anime Koi Kaze)
- Shōnen Humming (少年ハミング, 29. Juni 2005, Abspannlied und Image Song zum Anime Zettai Shōnen)
- Tōmei na Inori (透明な祈り, 26. August 2009, Abspann- und Zwischenlied zum Anime Umi Monogatari – Anata ga Ite Kureta Koto)
- Yume no Naka no Watashi no Yume (ユメのなかノわたしのユメ, 8. August 2012, Abspannlied zum Anime Jinrui wa Suitai Shimashita)

#### Alben
- Harmonies of heaven (26. September 1993 bei Koei,[4] 22. Juli 2004 Remastering bei Lantis)
- Hananone (花の音, 7. November 2001)
- Yume Furu Mori e (夢降る森へ, 26. Dezember 2003)

#### Kompilationen  (Auswahl)
Auf folgenden Kompilationen finden sich Stücke von ihr als Komponistin, sofern nichts anderes angegeben:
- Metal Black – The First (21. Juni 1997)
  - Waste Days (Gesang; Image Song im Arcade-Spiel Metal Black)
  - Time (dito)
- La la la Paradise (26. Juli 2000)
  - Hitotsu (ひとつ, Abspannlied zum Dreamcast-Spiel Net de Para)
- DREAMIN’ / LOVE BLOOM (21. Februar 2001)
  - DREAMIN’ (Zwischenlied zum PS-Spiel Sister Princess)
  - LOVE BLOOM (Zwischenlied zum PS-Spiel Sister Princess)
  - MELODY (unplugged version)
- Let’s Sail! Batseelor (レッツセイル！バトシーラー, 23. Mai 2001)
  - Mahō no Kotoba (まほうのことば, Abspannlied zum Anime Gyōten Ningen Batseelor)
- Puel no Thema (プエルのテーマ, 26. Dezember 2003)
  - O-Tsuki-sama to Rururu (お月さまとルルル, Image Song zum PS2-Spiel Primopuel: Oshaberi Heartner)
- Chitchaku Peace! (ちっちゃくピース!, 6. September 2006)
  - Ashita no Hanakago (あしたの花かご, Abspannlied zum PS2-Spiel Binchō-tan: Shiawase-goyomi)
- Tears… for truth – true tears Image Song-shū (Tears…for truth 〜true tearsイメージソング集〜, 16. April 2008)
  - new days (Thema zum Anime true tears)
- Ouchi ga Ichiban (おうちがいちばん, 21. Mai 2008)
  - Ouchi ga Ichiban (wonderful version) (Vorspannlied zum Anime Chi’s Sweet Home)
- Lantis 10th anniversary Best -090927- (9. September 2009)
  - Soramimi Cake – Electro (空耳ケーキ~Electro~, Vorspannlied zum Anime Azumanga Daioh)

### Anime-Soundtracks
- Uchū Kaizoku Mito no Daibōken (1999)
- Angel Sanctuary (2000)
- Angelique – Shiroi Tsubasa no Memoire (2000)
- éX-Driver (2000)
- Angelique – Seichi yori Ai o Komete (2001)
- Z.O.E 2167 IDOLO (2001)
- Z.O.E Dolores, i (2001)
- Galaxy-Angel-Reihe (2001–2004)
- Super Gals! Kotobuki Ran (2001)
- Magical Nyan Nyan Taruto (2001)
- PitaTen (2002)
- Chōjūshin Gravion (2002, 2004)
- Scrapped Princess (2003)
- D.C. – Da Capo (2003), gemeinsam mit Yūgo Kanno
- Chrno Crusade (2003)
- Ichigo 100 % (OVA) (2004, 2005)
- Zettai Shōnen (2005)
- D.C.S.S. – Da Capo Second Season (2005)
- Gunparade Orchestra (2005), gemeinsam mit Masayoshi Yoshikawa
- Noein: Mō Hitori no Kimi e (2005)
- Kagihime Monogatari: Eikyū Alice Rondo (2006)
- Tactical Roar (2006)
- Astraea Testament: The Good Witch of the West (2006)
- Koisuru Tenshi Angelique – Kokoro no Mezameru Toki (2006)
- Gift – eternal rainbow (2006)
- Koisuru Tenshi Angelique – Kagayaki no Ashita (2007)
- Venus Versus Virus (2007)
- Shinkyoku Sōkai Polyphonica (2007)
- KimiKiss pure rouge (2007), gemeinsam mit Masaru Yokoyama und Noriyuki Iwadare
- Shigofumi (2008)
- Neo Angelique Abyss (2008)
- Neo Angelique Abyss – Second Age (2008)
- Phantom – Requiem for the Phantom (2009)
- Canaan (2009)
- Bungaku Shōjo Kyō no Oyatsu: Hatsukoi (2009)
- Bungaku Shōjo Memoir (2010)
- Gekijōban Bungaku Shōjo (2010)
- IS (Infinite Stratos) (2011)
- Hiiro no Kakera (2012)
- Jinrui wa Suitai Shimashita (2012)
- RDG: Red Data Girl (2013), gemeinsam mit Myu
- Kyōkai no Kanata (2013)

Daneben komponierte sie 2000 auch den Soundtrack zur Realserie Tekkōki Mikazuki.